# Rhododendron augustinii
Rhododendron augustinii är en ljungväxtart. Rhododendron augustinii ingår i släktet rododendron, och familjen ljungväxter.

## Underarter
Arten delas in i följande underarter:
- R. a. augustinii
- R. a. chasmanthum

## Bildgalleri

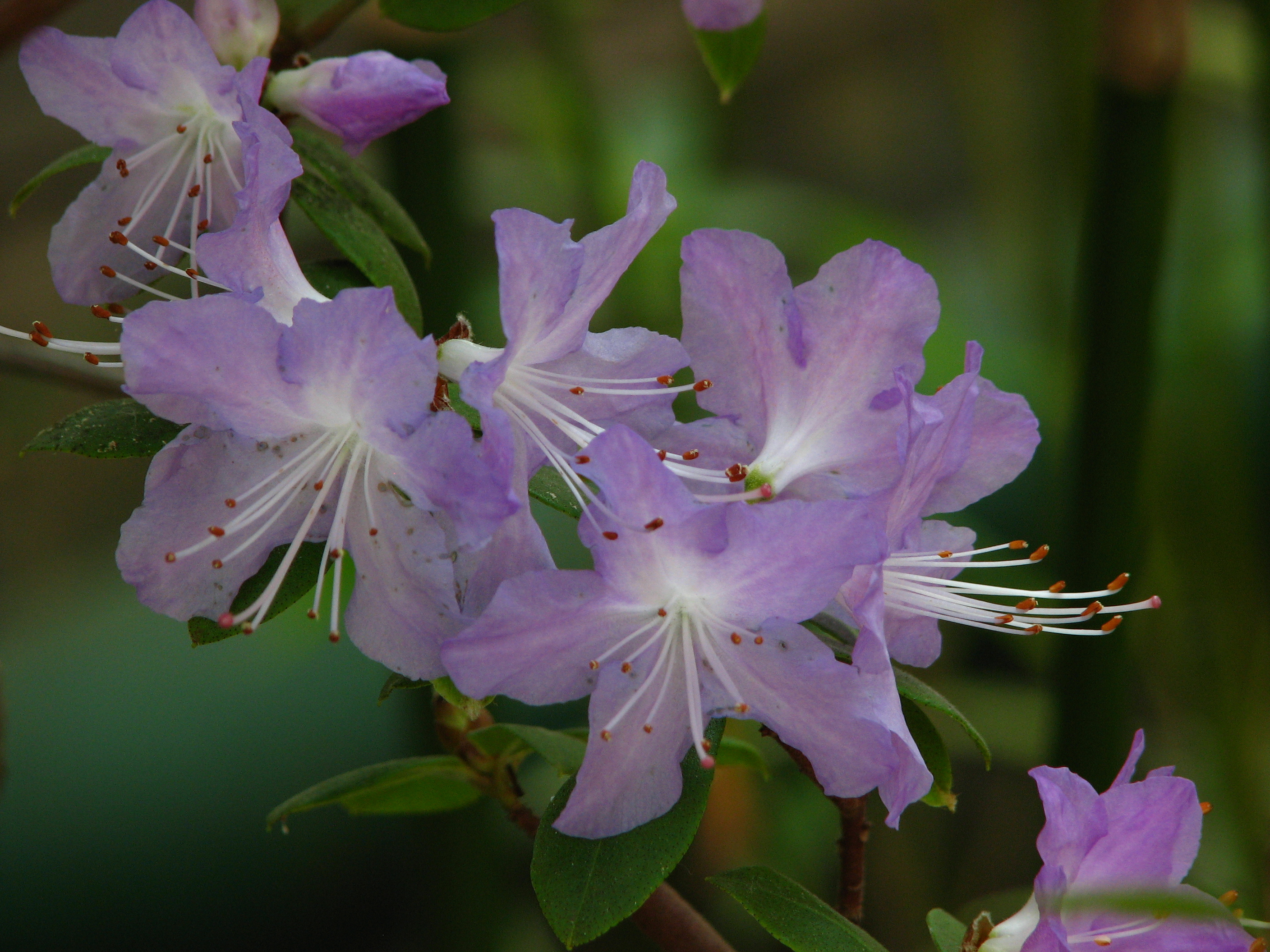
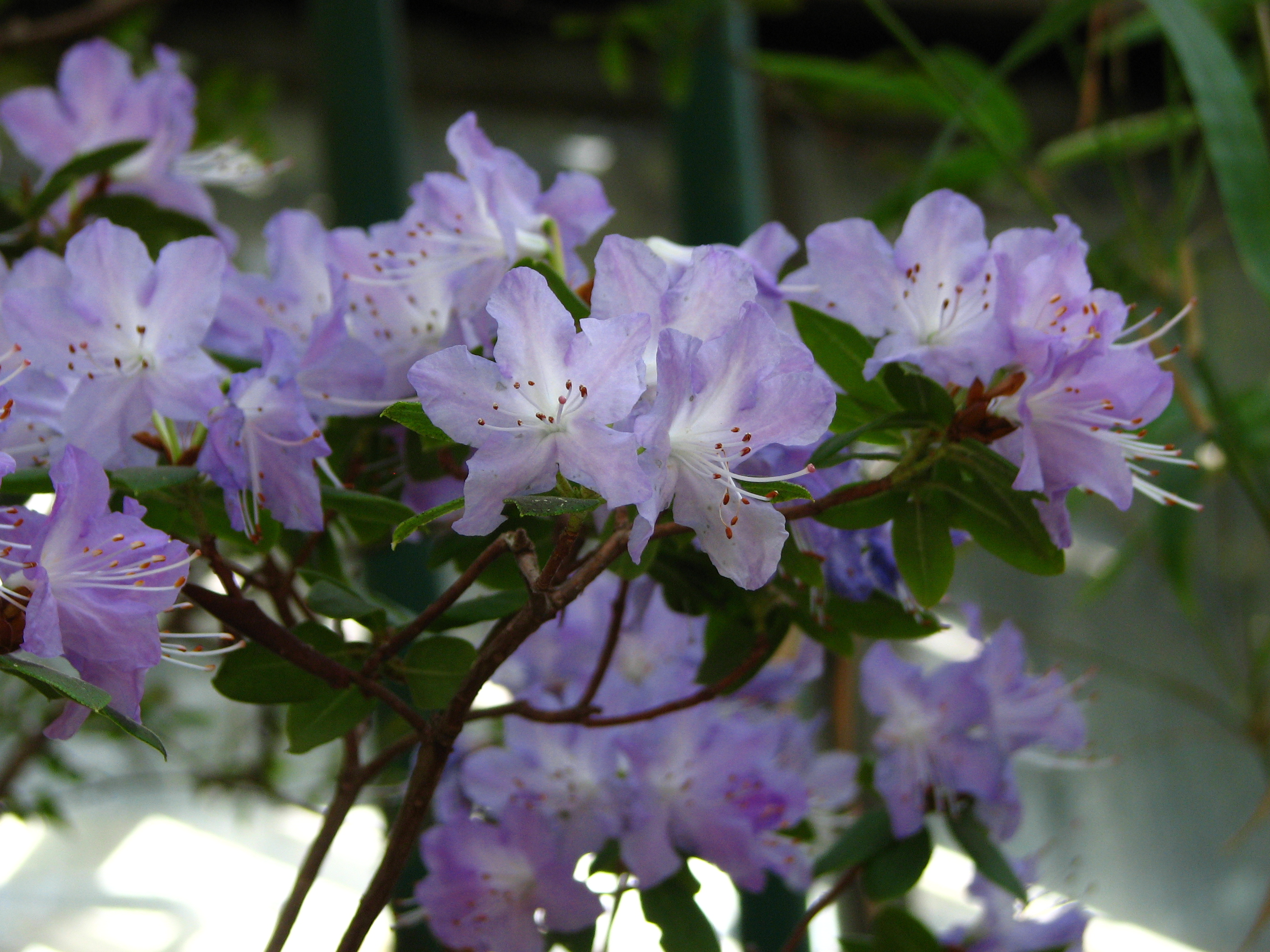
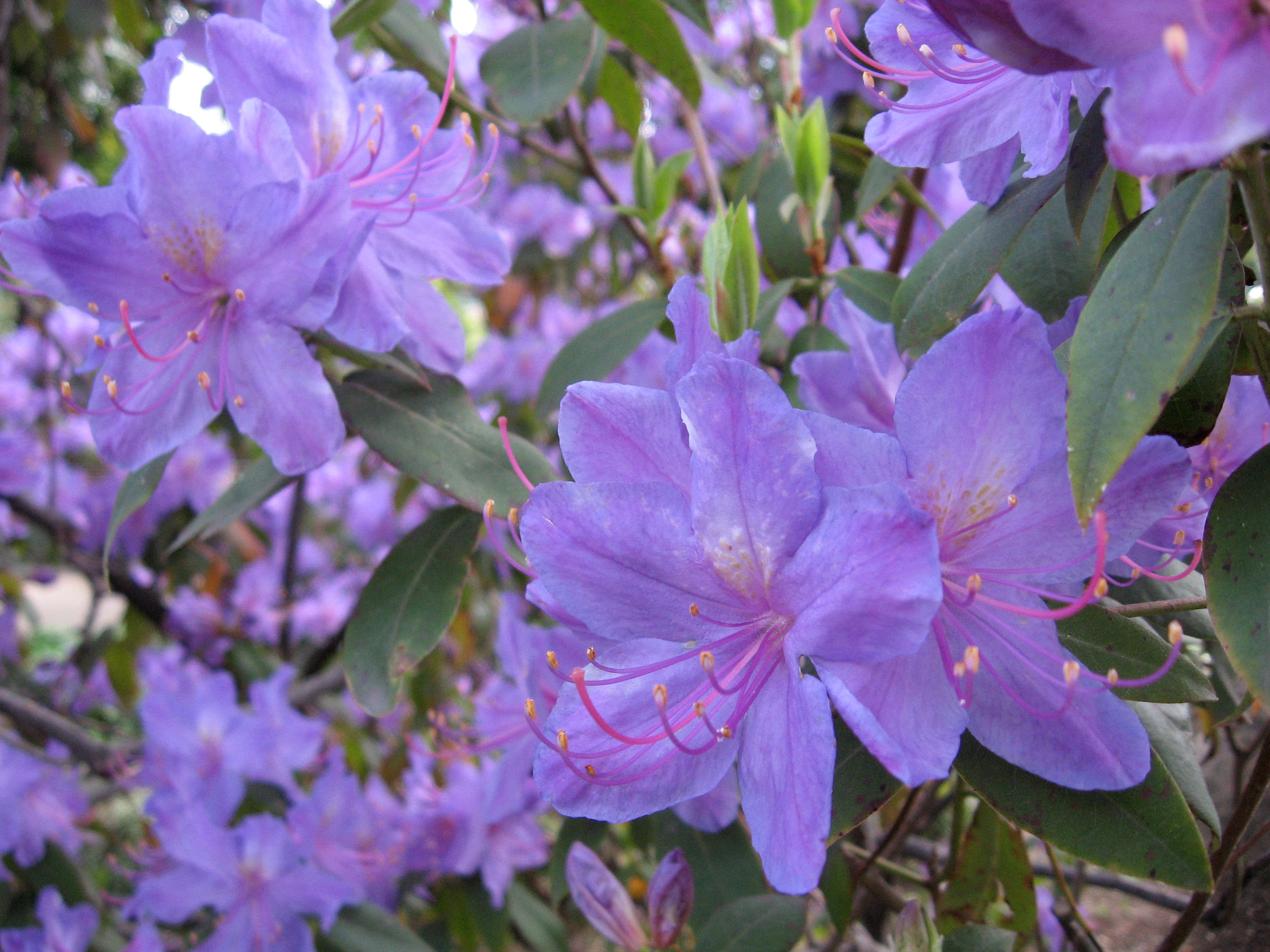
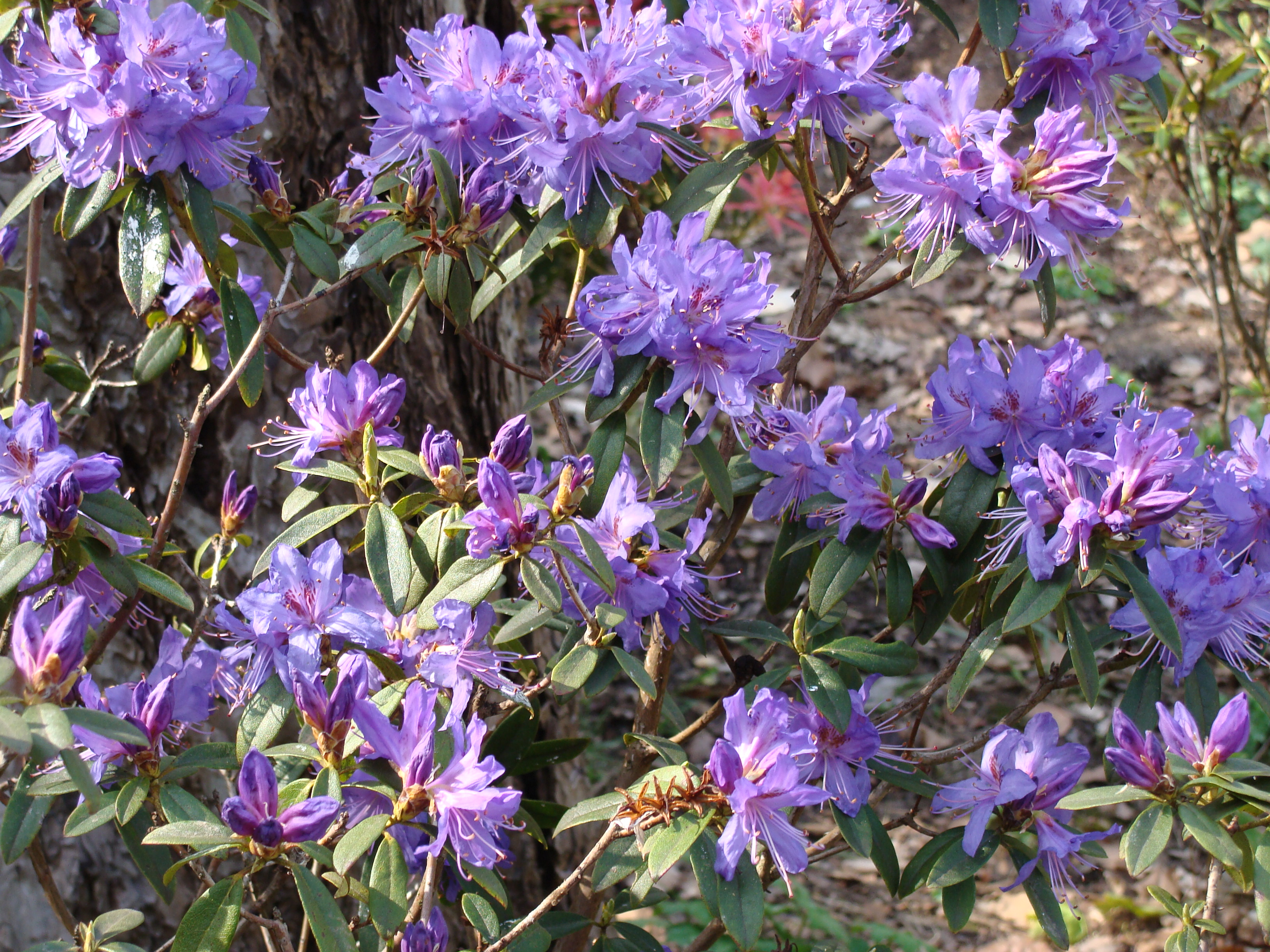
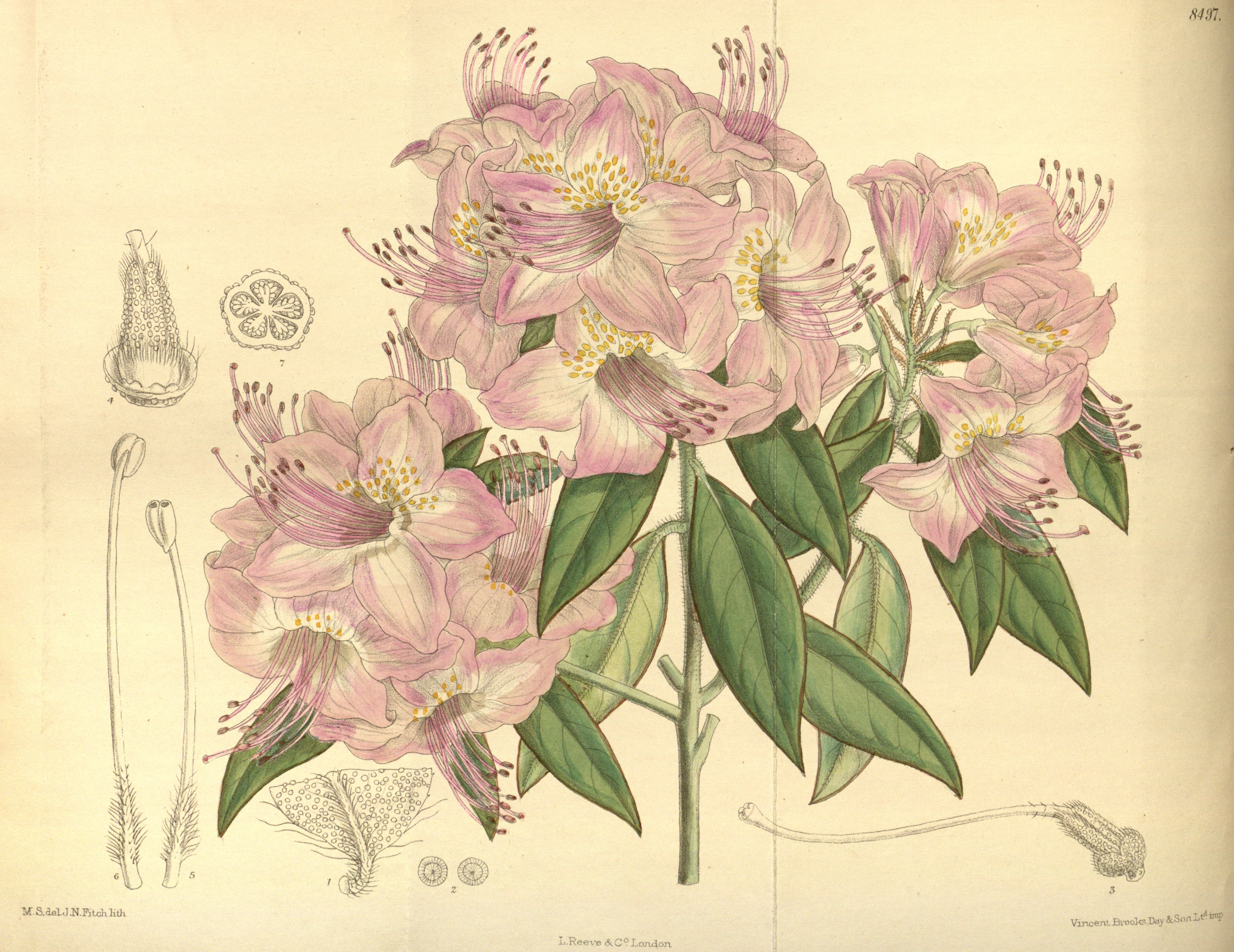